# Светско првенство у воденим спортовима 2023.
Светско првенство у воденим спортовима 2023. (енгл. 2023 World Aquatics Championships; јап. 2023年世界水泳選手権) двадесето је по реду такмичење за титуле светских првака у воденим спортовима у организацији Светских водених спортова. Домаћин такмичења које се одржавало од 14. до 30. јула је био јапански град Фукуока, коме је то уједно било и друго домаћинство овог такмичења, након СП 2001. године. Првенство је првобитно требало да се одржи 2019. године, али је због пандемије ковида 19, премеђтено прво за 2021, а потом и за 2023. годину.
На првенству су учествовала 2.392 такмичара из 192 земаља чланица Светских водених спортова, а који су се такмичили у 6 спортова и укупно 77 дисциплина: пливање (42 дисциплине), даљинско пливање (5 дисциплина), синхроно пливање (11 дисциплина), скокови у воду (13 дисциплина), слободни скокови у воду (2 дисциплине) и ватерполо (2 дисциплине). Такмичари из Кеније и Филипина су се такмичили под неутралном заставом, пошто су њихови савези привремено суспендовани из чланства у Фина, док такмичари из Русије и Белорусије нису учествовали због санкција.

## Избор града домаћина
У конкуренцији за организације светских првенстава 2021. и 2023. било је укупно 6 градова из исто толико држава — Абу Даби, Буенос Ајрес, Истанбул, Нанкинг, Фукуока и Доха. Званична одлука о домаћинству првенства донесена је 31. јануара 2016, на састанку одбора Фина у Будимпешти, када је Фукуоки додељена организација првенства 2021, а Дохи 2023. године.

## Борилишта
Такмичења у пливању, уметничком пливању и ватерполу су се одржавала на базену Конгресног центра Фукуока, муклтифункционалног објекта изграђеног за потребе Летње универзијаде 1995. године. Такмичења у скоковима у воду су одржана на Градском базену, док су екстремни скокови у води и пливачки маратони одржани на Момочи плажи.

## Сатница
Током прве недеље Првенства одржала су се такмичења у синхроном пливању, скоковима у воду и даљинском пливању, пливачка надметања и такмичење у екстремним скоковима одржани су током друге недеље, док је ватерполо турнир трајао две недеље. Подељено је укупно 75 сетова медаља у 6 спортских дисциплина.
| ● | Церемнонија отварања | ● | Прелиминарна фаза | ● | Финала | ● | Церемонија затварања | M | Мушкарци | Ж | Жене |

| Јул                      | 14. | 15. | 16. | 17. | 18. | 19. | 20. | 21. | 22. | 23. | 24. | 25. | 26. | 27. | 28. | 29. | 30. | Укупно |
| ------------------------ | --- | --- | --- | --- | --- | --- | --- | --- | --- | --- | --- | --- | --- | --- | --- | --- | --- | ------ |
| Церемоније               | ●   |     |     |     |     |     |     |     |     |     |     |     |     |     |     |     | ●   | -      |
| Пливање                  |     |     |     |     |     |     |     |     |     | 5   | 4   | 5   | 5   | 5   | 5   | 6   | 7   | 42     |
| Даљинско пливање         |     | 1   | 1   |     | 2   |     | 1   |     |     |     |     |     |     |     |     |     |     | 5      |
| Синхроно пливање         | ●   | 1   | 2   | 2   | 1   | 2   | 1   | 1   | 1   |     |     |     |     |     |     |     |     | 11     |
| Скокови у воду           | ●   | 3   | 2   | 2   | 1   | 1   | 1   | 1   | 2   |     |     |     |     |     |     |     |     | 13     |
| Екстремни скокови у воду |     |     |     |     |     |     |     |     |     |     |     | ●   | 1   | 1   |     |     |     | 2      |
| Ватерполо                |     |     | Ж   | M   | Ж   | M   | Ж   | M   | Ж   | M   | Ж   | M   | Ж   | M   | Ж   | M   |     | 2      |
| Укупно                   | 0   | 5   | 5   | 4   | 4   | 3   | 3   | 2   | 3   | 5   | 4   | 5   | 6   | 6   | 6   | 7   | 7   | 75     |
| Збирно                   | 0   | 5   | 10  | 14  | 18  | 21  | 24  | 26  | 29  | 34  | 38  | 43  | 49  | 55  | 61  | 68  | 75  | 75     |

## Биланс медаља
| Ранг | Држава                 | Злато | Сребро | Бронза | Укупно |
| ---- | ---------------------- | ----- | ------ | ------ | ------ |
| 1.   | Кина                   | 20    | 8      | 12     | 40     |
| 2.   | Аустралија             | 15    | 9      | 6      | 30     |
| 3.   | Сједињене Државе       | 7     | 22     | 15     | 44     |
| 4.   | Јапан                  | 4     | 1      | 5      | 10     |
| 5.   | Француска              | 4     | 0      | 4      | 8      |
| 6.   | Немачка                | 4     | 0      | 3      | 7      |
| 7.   | Шпанија                | 3     | 2      | 4      | 9      |
| 8.   | Италија                | 2     | 7      | 5      | 14     |
| 9.   | Велика Британија       | 2     | 5      | 5      | 12     |
| 10.  | Канада                 | 2     | 3      | 5      | 10     |
| 11.  | Мађарска               | 2     | 2      | 0      | 4      |
| 12.  | Тунис                  | 2     | 1      | 0      | 3      |
| 13.  | Литванија              | 2     | 0      | 0      | 2      |
| 14.  | Шведска                | 2     | 0      | 0      | 2      |
| 15.  | Холандија              | 1     | 2      | 2      | 5      |
| 16.  | Аустрија               | 1     | 2      | 0      | 3      |
| 17.  | Румунија               | 1     | 1      | 0      | 2      |
| 17.  | Јужноафричка Република | 1     | 1      | 0      | 2      |
| 19.  | Мексико                | 0     | 5      | 2      | 7      |
| 20.  | Украјина               | 0     | 1      | 1      | 2      |
| 21.  | Колумбија              | 0     | 1      | 0      | 1      |
| 21.  | Грчка                  | 0     | 1      | 0      | 1      |
| 21.  | Хонгконг               | 0     | 1      | 0      | 1      |
| 21.  | Пољска                 | 0     | 1      | 0      | 1      |
| 21.  | Португал               | 0     | 1      | 0      | 1      |
| 26.  | Бразил                 | 0     | 0      | 1      | 1      |
| 26.  | Казахстан              | 0     | 0      | 1      | 1      |
| 26.  | Нови Зеланд            | 0     | 0      | 1      | 1''    |
| 26.  | Јужна Кореја           | 0     | 0      | 1      | 1      |
| 26.  | Швајцарска             | 0     | 0      | 1      | 1      |

## Земље учесници
| - Авганистан 1 - Албанија 4 - Алжир 2 - Америчка Девичанска Острва 3 - Америчка Самоа 1 - Андора 2 - Ангвила 1 - Ангола 6 - Антигва и Барбуда 4 - Аргентина 36 - Аруба 7 - Аустралија 91 - Аустрија 20 - Бахами 4 - Бахреин 4 - Бангладеш 2 - Барбадос 4 - Белгија 14 - Бенин 2 - Бермуди 4 - Бутан 2 - Боливија 7 - Босна и Херцеговина 4 - Боцвана 2 - Бразил 4 - Брунеј 3 - Бугарска 6 - Буркина Фасо 2 - Бурунди 4 - Вануату 2 - Велика Британија 55 - Венецуела 12 - Вијетнам 10 - Габон 2 - Гамбија 3 - Гана 3 - Гвајана 3 - Гвам 4 - Грчка 61 - Гренада 2 - Гватемала 5 - Гвинеја 4 - Гвинеја Бисао 1 - Грузија 6 - Данска 6 - Доминика 1 - Доминиканска Република 6 - Еквадор 4 - Египат 28 - Естонија 5 - Есватини 4 - Етиопија 2 - Замбија 3 - Зеленортска Острва 4 - Зимбабве 4 - Исланд 2 - Индија 10 - Индонезија 9 - Иран 2 - Ирак 2 - Ирска 15 - Избеглички тим 2 - Израел 43 - Источни Тимор 2 - Италија 90 - Јамајка 3 - Јапан 102 - Јемен 2 - Јерменија 6 - Јордан 4 - Јужна Африка 51 - Јужна Кореја 38 - Казахстан 50 - Кајманска Острва 3 - Камбоџа 2 - Камерун 3 - Канада 80 - Катар 4 - Кина 105 - Кинески Тајпеј 10 - Колумбија 15 - Комори 2 - Кукова Острва 2 - Костарика 12 - Куба 12 - Курасао 2 - Кипар 4 - Косово 2 - Кувајт 7 - Киргистан 2 - Лаос 3 - Летонија 5 - Либан 4 - Лесото 1 - Либија 2 - Лихтенштајн 2 - Литванија 9 - Луксембург 4 - Макао 17 - Мадагаскар 2 - Мађарска 61 - Малави 4 - Малезија 17 - Малдиви 4 - Мали 1 - Малта 5 - Мароко 3 - Маршалска Острва 2 - Маурицијус 3 - Мексико 48 - Микронезија 4 - Молдавија 3 - Монако 1 - Монголија 4 - Мозамбик 3 - Намибија 2 - Непал 4 - Немачка 46 - Неутрални такмичари 9 - Нови Зеланд 49 - Никарагва 2 - Нигер 2 - Нигерија 4 - Норвешка 7 - Обала Слоноваче 1 - Оман 2 - Пакистан 4 - Палау 4 - Палестина 4 - Панама 4 - Папуа Нова Гвинеја 4 - Парагвај 4 - Перу 10 - Пољска 17 - Португал 14 - Порторико 12 - Република Конго 2 - Румунија 7 - Руанда 2 - Сент Китс и Невис 1 - Света Луција 2 - Салвадор 2 - Сент Винсент и Гренадини 4 - Самоа 4 - Сан Марино 3 - Саудијска Арабија 2 - Сенегал 4 - Сједињене Америчке Државе 120 - Србија 23 - Северна Македонија 4 - Северна Маријанска Острва 4 - Сејшели 4 - Сијера Леоне 2 - Сингапур 27 - Синт Мартен 2) - Словачка 18 - Словенија 8 - Соломонска Острва 1 - Судан 2 - Суринам 2 - Сирија 2 - Таџикистан 2 - Танзанија 4 - Тајланд 23 - Того 2 - Тонга 4 - Тринидад и Тобаго 2 - Тунис 3 - Турска 11 - Туркменистан 4 - Теркс и Кејкос 2 - Уганда 6 - Украјина 22 - Уједињени Арапски Емирати 2 - Уругвај 7 - Узбекистан 8 - Фарска Острва 2 - Фиџи 4 - Финска 6 - Француска 85 - Хаити 2 - Холандија 40 - Хондурас 3 - Хонгконг 15 - Хрватска 23 - Централноафричка Република 1 - Црна Гора 17 - Чешка 10 - Чиле 16 - Џибути 2 - Швајцарска 16 - Шведска 19 - Шпанија 75 - Шри Ланка 3 |